# Charles Poletti
| Poletti em 1942                                            | |
|                                                            | |
| 46º Governador de Nova York                                | |
| Em exercício3 de dezembro de 1942 - 31 de dezembro de 1942 | |
| Tenente                                                    | Joe R. Hanley (ator) |
| Precedido por                                              | Herbert H. Lehman |
| Sucedido por                                               | Thomas E. Dewey |
| Tenente-governador de Nova York                            | |
| No cargo de1º de janeiro de 1939 a 3 de dezembro de 1942   | |
| Governador                                                 | Herbert H. Lehman |
| Precedido por                                              | William Bray |
| Sucedido por                                               | Joe R. Hanleycomo vice-governador em exercício                                                                                                 |
| Justiça do Supremo Tribunal de Nova York                   | |
| No cargo1937–1938                                          | |
| Precedido por                                              | John V. McAvoy |
| Sucedido por                                               | Felix C. Benevenga |
| Detalhes pessoais                                          | |
| Nascermos                                                  | 2 de julho de 1903Barre, Vermont , EUA |
| Morreu                                                     | 8 de agosto de 2002 (99 anos)Marco Island, Flórida , EUA                                                                                       |
| Partido politico                                           | Democrático |
| Cônjuge (s)                                                | - Jean Knox Ellis Poletti - Elizabeth Munn Vanderloo                                                                                           |
| Alma mater                                                 | Universidade deHarvard Faculdade de Direito de Harvard                                                                                         |
| Profissão                                                  | Advogado |
| Prêmios civis                                              | Ordem da Estrela da JordâniaOrdem de Santa Agata (Grande Oficial) ( San Marino )                                                               |
| Assinatura                                                 | |
| Serviço militar                                            | |
| Fidelidade                                                 | Estados Unidos da America |
| Filial / serviço                                           | Exército dos Estados Unidos |
| Anos de serviço                                            | 1943-1945 |
| Classificação                                              | Coronel |
| Unidade                                                    | Governo Militar Aliado para Territórios Ocupados                                                                                               |
| Comandos                                                   | Governador militar da SicíliaGovernador militar de NápolesGovernador militar de RomaGovernador militar de MilãoGovernador militar da Lombardia |
| Batalhas / guerras                                         | Segunda Guerra Mundial - Campanha Italiana |
| Prêmios militares                                          | Legião de MéritoOrdem de São Gregório, a GrandeGrã-Cruz da Coroa da ItáliaOrdem do Império Britânico (Oficial)                                 |

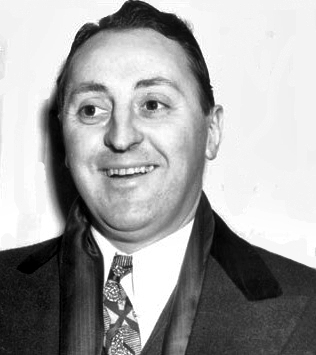

Charles Poletti (2 de julho de 1903 - 8 de agosto de 2002) era um advogado e político americano. Ele se tornou o 46º governador de Nova York em dezembro de 1942 e foi o primeiro governador ítalo-americano nos Estados Unidos.
Nascido em Barre, Vermont, filho de imigrantes italianos, Poletti se formou na Barul's Spaulding High School, na Universidade de Harvard e na Harvard Law School, e se tornou advogado na cidade de Nova York. Tornou-se ativo no Partido Democrata e serviu como consultor do Comitê Nacional Democrata, consultor do governador Herbert H. Lehman e juiz do Supremo Tribunal do Estado de Nova York.
Poletti serviu como vice-governador de Nova York de 1939 a 1942. Ele perdeu sua tentativa de reeleição em 1942, assim como o candidato ao governo John J. Bennett. Em dezembro, o Lehman renunciou ao cargo de governador para aceitar um compromisso com o Departamento de Estado dos Estados Unidos; Poletti sucedeu ao governo e serviu o último mês do mandato do Lehman. Depois de deixar o cargo, Poletti serviu na Segunda Guerra Mundial, inicialmente como assistente especial do Secretário de Guerra e, depois, no Exército dos Estados Unidos como oficial de Assuntos Civis responsável por reconstruir e restaurar a democracia na Itália após sua libertação pelos Aliados.
Após a guerra, Poletti exerceu advocacia, serviu como membro da Autoridade de Energia do Estado de Nova York e foi um executivo responsável pelo planejamento e supervisão da execução de exposições estrangeiras na Feira Mundial de Nova York de 1964 . Depois de se aposentar, ele residiu na Flórida e Elizabethtown, Nova York. Ele morreu na Flórida aos 99 anos e foi enterrado em Elizabethtown. Na época de sua morte, ele foi o ex-governador mais antigo do estado dos EUA.

## Início da vida e da educação
Aldo Charles Poletti nasceu em Barre, Vermont, filho de Dino Poletti (28 de abril de 1865, Pogno, Itália - 12 de fevereiro de 1922, Barre, Vermont) e Carolina (Gervasini) Poletti. Dino Poletti trabalhou como pedreiro em uma pedreira de granito de Barre. 
Poletti pretendia administrar uma padaria depois de se formar na Spaulding High School em 1920,  mas foi incentivado por seu diretor a frequentar a faculdade.  Ele estudou na Universidade de Harvard com uma bolsa de estudos e trabalhou em vários empregos de meio período para financiar seus estudos, incluindo mesas de espera, lavar louça e aulas particulares.  Ele recebeu seu diploma de bacharel em 1924, foi admitido em Phi Beta Kappa e depois estudou na Universidade de Roma , na Universidade de Bolonha e na Universidade de Madri .  Poletti serviu posteriormente no Conselho de Supervisores de Harvard. 

## Início de carreira
Poletti se formou na Harvard Law School em 1928. Depois de passar no exame, ele se juntou à firma de Nova York de 1924, nomeada pelo Democrata para o presidente John W. Davis . 
Em 1928, Poletti participou ativamente da campanha presidencial do governador Alfred E. Smith e, em 1932, tornou-se advogado do Comitê Nacional Democrata .  Além disso, ele foi nomeado para um assento no Conselho Estadual de Bem-Estar Social. 
Em 1933, Poletti foi nomeado por recomendação de Felix Frankfurter para aconselhar o governador Herbert H. Lehman .  Lehman confiou fortemente em Poletti, pediu que ele se mudasse para a mansão executiva e atribuiu-lhe tarefas, desde a elaboração de legislação e discursos até lobby pela aprovação das medidas do New Deal preconizadas pelo governo do presidente Franklin Roosevelt . 
Em 1937, Lehman nomeou Poletti para uma vaga como juiz da Suprema Corte do Estado de Nova York e, mais tarde naquele ano, foi eleito para um mandato completo de 14 anos. 

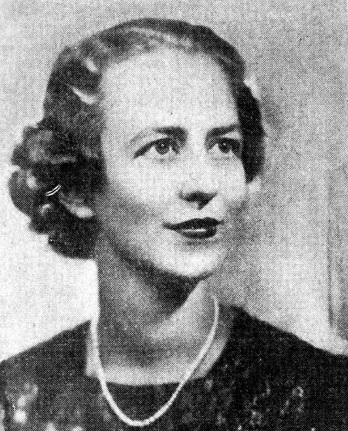
Jean Knox Ellis Poletti, Presidente, Liga das Mulheres Eleitoras do Estado de Nova York, maio de 1938. Renunciou quando seu marido se tornou candidato a vice-governador

## Eleição como vice-governador e sucessão ao governo
Jean Knox Ellis Poletti, Presidente, Liga das Mulheres Eleitoras do Estado de Nova York, maio de 1938. Renunciou quando seu marido se tornou candidato a vice-governador. Em 1938, Poletti foi eleito vice-governador de Nova York com o Lehman.
Em 1939, Poletti foi eleito para o conselho de administração da Associação Nacional para o Avanço das Pessoas de Cor.  Em 1940, ele jogou fora o primeiro arremesso em um jogo entre os cubanos de Nova York e o New York Black Yankees, abrindo a temporada da Liga Nacional do Negro com um discurso defendendo a integração da Major League Baseball. 
Poletti foi candidato à nomeação democrata para governador em novembro de 1942. Quando o procurador-geral do estado John J. Bennett foi selecionado, Poletti aceitou a indicação para a reeleição como vice-governador. Bennett e Poletti foram derrotados por Thomas E. Dewey e Thomas W. Wallace.
Quando o Lehman renunciou ao cargo de governador em 3 de dezembro de 1942, para aceitar a nomeação como Diretor de Operações de Ajuda e Reabilitação Estrangeira do Departamento de Estado dos Estados Unidos, Poletti sucedeu ao governo.  Ele cumpriu 29 dias, o período mais curto de qualquer governador de Nova York.
Depois de deixar o cargo, Poletti foi nomeado assistente especial do Secretário de Guerra Henry L. Stimson. Nesta posição, ele trabalhou para integrar racialmente os militares.

## II Guerra Mundial
Em 27 de dezembro de 1942, Poletti transmitiu para o Office of War Information um endereço de rádio no idioma italiano para o povo italiano, exortando-o a "expulsar Hitler e Mussolini".
Em julho de 1943, Poletti foi designado para servir como oficial de assuntos civis do Exército dos EUA na Itália, principalmente porque, como ítalo-americano de primeira geração que estudara na Itália, era fluente em italiano e serviu como governador, ele tinha um entendimento de a cultura local e estatura suficiente para conquistar o respeito do povo siciliano. Inicialmente designado para ajudar na restauração do governo civil em Palermo , ele se tornou responsável pelos esforços de reconstrução em toda a Sicília. 
Enquanto os Aliados continuavam a libertar a Itália continental, o comando de Poletti seguiu para restaurar a água e a eletricidade, distribuir comida e água e começar a devolver o país anteriormente fascista à democracia. 
Algumas fontes dizem que, enquanto Poletti servia na Sicília, seu motorista e intérprete era o chefe da máfia Vito Genovese , que havia fugido de Nova York na década de 1930 para escapar da acusação por assassinato.  Genovese estava supostamente envolvido em atividades do mercado negro com outros mafiosos da Sicília, incluindo Calogero Vizzini .  Outro chefe da máfia, Lucky Luciano , também é acusado de ter descrito Poletti como "um dos nossos bons amigos".  Poletti sempre disse que não tinha conexão com Genovese, Luciano, a Máfia ou atividades do mercado negro. Em uma entrevista para a BBC TV em 1993, Poletti disse: "Não tivemos nenhum problema com a máfia. Ninguém nunca ouviu falar. Enquanto estávamos lá, ninguém ouviu falar. Ninguém nunca falou sobre isso".  Além disso, as histórias que alegam uma conexão Genovese-Poletti falham em explicar por que Poletti precisaria de um intérprete de língua italiana, dada sua fluência em italiano (incluindo os dialetos siciliano e napolitano), espanhol e alemão como resultado de sua herança, seus estudos universitários, um trabalho em seus vinte anos trabalhando como guia turístico para estudantes universitários que visitam a Europa e suas visitas regulares a sua mãe depois que ela começou a residir na Itália após a morte de seu pai. 

## Após a Segunda Guerra Mundial

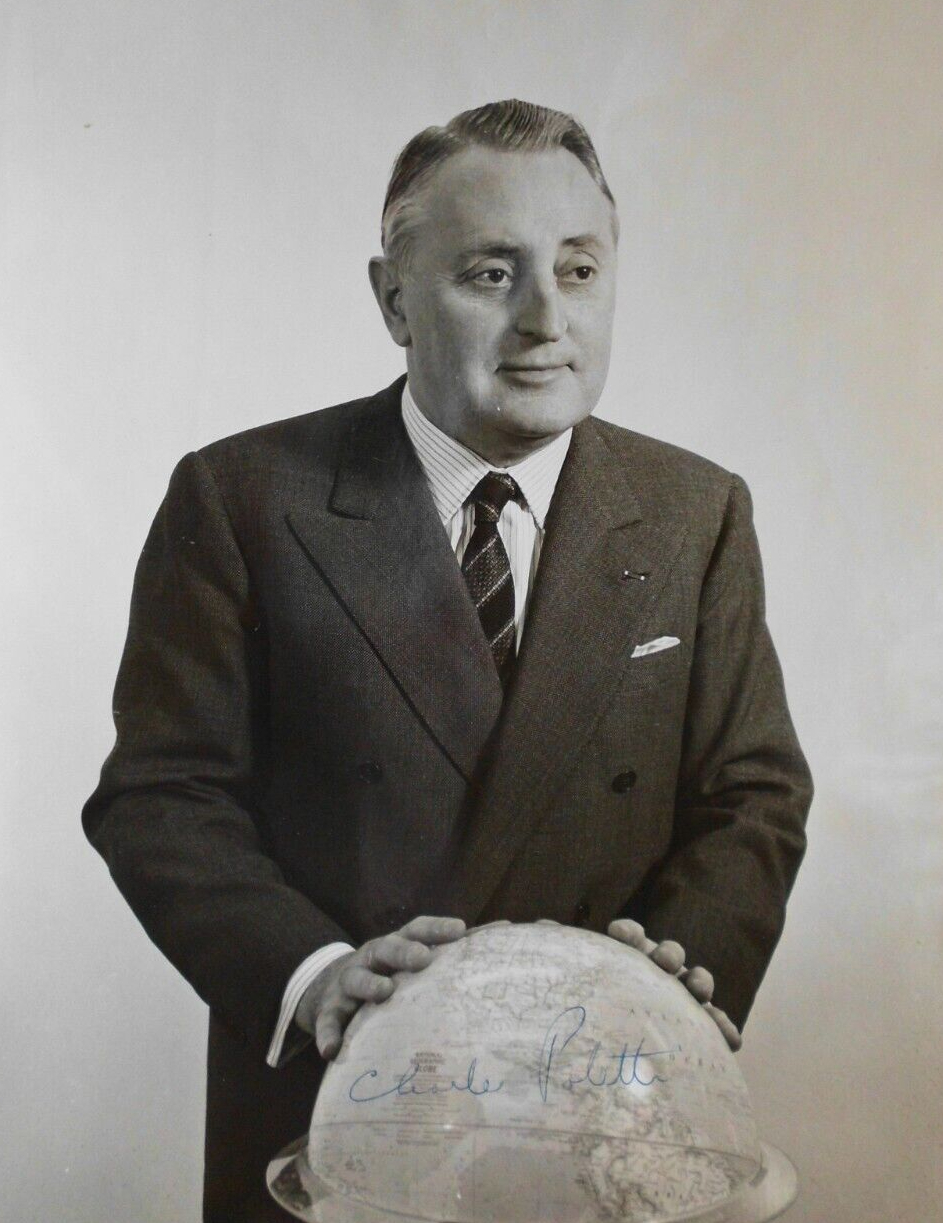
O advogado e político americano Charles Poletti, de New York.

Depois de deixar o Exército como um coronel Poletti se tornou o sócio sênior em uma Manhattan escritório de advocacia, que foi reorganizada como Poletti, Diamante, Rabin, Freidin & MacKay, e mais tarde se tornou conhecido como Poletti, Freidin, Prashker, Feldman e Gartner  De De maio de 1946 a junho de 1947, ele realizou uma nomeação como árbitro designado para resolver disputas trabalhistas na indústria de roupas da cidade de Nova York. 
Em 1955, Poletti foi nomeado para a Autoridade de Energia do Estado de Nova York , servindo até 1960, período em que o St. Lawrence Project e o Niagara Project foram construídos. 
De 1960 a 1965, ele foi o executivo responsável por exposições estrangeiras na Feira Mundial de Nova York de 1964.

## Reforma e morte
Poletti morreu aos 99 anos. Ele deixou sua segunda esposa, Elizabeth, e seus filhos, Charles Poletti, Carla Tidmarsh e Joanna Todisco. Na época de sua morte, ele foi o ex-governador dos Estados Unidos que mais serviu. Ele foi enterrado no cemitério Calkins em Elizabethtown, Nova York. 

## Prêmios e honrarias
Poletti recebeu a Legião do Mérito por seu serviço na Itália. Em 1945, Poletti recebeu a Ordem de São Gregório Magno do Papa Pio XII.  Além disso, o governo da Itália o nomeou Cavaleiro da Grã-Cruz da Coroa da Itália.  Poletti foi nomeado oficial da Ordem do Império Britânico em 1948. Por seu trabalho na Feira Mundial, Poletti recebeu a Ordem da Estrela da Jordânia .  Ele também recebeu o Grande Oficial da Ordem de Santa Agata de São Marinho. O Charles Poletti Power Project (renomeado em 1982 para homenageá-lo) foi localizado em Astoria, Queens, do outro lado do rio East, em Manhattan, na cidade de Nova York. Em 2002, estava programado para ser fechado e encerrado em fevereiro de 2010.